# 全斑蝙蝠魚
全斑蝙蝠魚，為輻鰭魚綱鮟鱇目棘茄魚亞目棘茄魚科的其中一種，分布於西大西洋墨西哥灣北部及西部海域，屬底棲性魚類，棲息深度9-31公尺，本魚喙長，嘴寬，體背部佈滿深色斑點，體長可達31分，棲息底層水域，生活習性不明。

## 扩展阅读
維基物種上的相關：全斑蝙蝠魚